# Grammia
Grammia is een geslacht van vlinders uit de familie van de spinneruilen (Erebidae) en de onderfamilie Arctiinae.

## Soorten
- G. allectans Ferguson, 1985
- G. anna Grote, 1863
- G. arge Drury, 1770
- G. blakei Grote, 1864
- G. bolanderi Stretch, 1872
- G. celia Saunders, 1863
- G. cervinoides Streck.
- G. doris Boisduval, 1869
- G. elongata Stretch, 1885
- G. f-pallida Streck., 1878
- G. favorita Neumoegen, 1890
- G. figurata Drury, 1773
- G. flava Draudt, 1931
- G. geneura Strecker, 1878
- G. gibsoni McDunnough, 1937
- G. hewletti Barnes & McDunnough, 1918
- G. nevadensis Grote & Robinson, 1866
- G. oithona Strecker, 1878
- G. ornata Packard, 1864

- G. parthenice Kirby, 1837
- G. philipiana Ferguson, 1985
- G. phyllira Drury, 1773
- G. placentia Smith, 1797
- G. quadranotata Strecker, 1878
- G. quenseli (Paykull, 1793)
- G. sociata Barnes & McDunnough, 1910
- G. turbans Christoph, 1892
- G. virgo Linnaeus, 1758
- G. virguncula Kirby, 1837
- G. williamsii Dodge, 1871